# Josep Castillo i Escalona
Josep Castillo i Escalona (Barcelona, 14 de febrer de 1921 - Sentmenat, Barcelona, 30 d'abril de 2011) va ser un actor, autor dramàtic i empresari teatral català.

## Obra dramàtica
- 1956. Vendaval. Comèdia dramàtica en dues parts dividides en 5 quadres. Il·lustracions musicals de Jordi Doncos. Estrenada al Teatre Romea de Barcelona el 24 de gener de 1956.
- 1957. Camí d'estrelles. Obra en 4 espais de temps. Estrenada al teatre de l'Orfeó Gracienc de Barcelona, el 21 de desembre de 1957.
- 1958. Aventures de Pin i Pineta. Estrenada al teatre Romea de Barcelona el 6 d'octubre de 1958.
- 1958. Quizás mañana. Un drama de sempre dividit en dos actes. En col·laboració de Xavier Fàbregas. Estrenat al teatre Alexis de Barcelona. 1958.
- 1959. Gulliver en la luna. Fantasia infantil. En col·laboració de Xavier Fàbregas. Estrenada al teatre Candilejas de Barcelona. 1959.
- La Gata Cristi. Comèdia musical cómica policíaca. Música de Josep Freixas. En col·laboració de Xavier Fàbregas.
- 1968. Rambla avall. Comèdia dramàtica en dos actes, amb els títols de: Primavera i Hivern. Estrenada al teatre Talia de Barcelona, el 7 d'agost de 1968.